# Original Sin (Elton John)
Original Sin è un brano composto ed interpretato da Elton John; il testo è opera di Bernie Taupin.

## Il brano
È il terzo e ultimo singolo estratto dall'album Songs from the West Coast (dichiarato ritorno musicale alle origini della carriera di Elton e al periodo degli anni Settanta). Si tratta di un brano lento, dalla melodia dolce e malinconica, essendo una canzone d'amore. È basata sull'onnipresente pianoforte di Elton; importanti risultano anche le chitarre di Rusty Anderson e le tastiere del produttore Patrick Leonard. Al basso è presente Paul Bushnell, mentre Matt Chamberlain suona la batteria e Jay Bellerose si cimenta alle percussioni. L'imponente arrangiamento orchestrale che sovrasta e completa l'intera composizione è opera di Paul Buckmaster. Il titolo del testo di Bernie significa letteralmente Peccato Originale.
Come nel caso dei due singoli precedenti, anche il videoclip di Original Sin risulta essere curioso e significativo; vede infatti la presenza di Elizabeth Taylor, Mandy Moore e dello stesso Elton John. La prima è nei panni di una giovane fan di Elton negli anni Settanta, mentre la seconda riveste il ruolo della madre della ragazza. Elton recita nel ruolo del padre della giovane. Ad un certo punto del videoclip, l'adolescente si ritira nella sua camera (piena di poster, vinili e fotografie di Elton John) bramando di poter incontrare il suo idolo; come per incanto, appare una fata che la trasporta (similmente a quanto accade nel film Il mago di Oz) ad un concerto eltoniano. Qui, la giovane fa la conoscenza di alcune star (Barbra Straisand, Liza Minnelli, Bo Derek, Sonny e Cher, Bette Midler, la stessa Elizabeth Taylor da giovane...) prima che John arrivi sul palcoscenico e le porga una rosa. Ma è solo un sogno: la ragazza si risveglia all'improvviso, venendo subito calmata dal padre e dalla madre. Particolarmente buffa si rivela l'esclamazione del marito (alias Elton John) rivolta alla moglie una volta rimessa a letto la figlia: "Who is this Elton John, anyway?" ("Comunque, chi è questo Elton John?").
Da notare che Elton, sempre nel ruolo del padre di famiglia, all'inizio del video strimpella su un organetto il motivo di Crocodile Rock.
Original Sin, tuttavia, non ha avuto un grande successo commerciale: pubblicata nell'aprile del 2002 (solo promo negli Stati Uniti), conseguì una numero 39 UK e una numero 18 nella classifica statunitense della musica Adult contemporary.

## I singoli
Singolo in CD (UK, promo)
1. "Original Sin" (Radio mix) - 4:10

Singolo in CD (UK, promo)
1. "Original Sin" (Radio mix) - 4:00
2. "Original Sin" - 4:49

Singolo in CD (UK, incluso il videoclip di This Train Don't Stop There Anymore)
1. "Original Sin" - 4:49
2. "I'm Still Standing" (live) - 3:20
3. "This Train Don't Stop There Anymore" - 4:24

Singolo in CD (UK, incluso il videoclip di This Train Don't Stop There Anymore)
1. "Original Sin" - 4:49
2. "Original Sin" (live) - 4:54
3. "All the Girls Love Alice" (live) - 4:55

Maxi singolo 12" (USA)
1. "Original Sin" (Junior's Earth Mix) - 10:35
2. "Original Sin" (Junior's Earthbeats) - 5:28
3. "Original Sin" (Junior's Earthdub) - 6:45
4. "Original Sin" (Junior's Earthstrumental) - 10:35

Singolo in CD (USA, promo)
1. "Original Sin" (Radio Edit) - 4:10